# Arabis verdieri
Arabis verdieri là một loài thực vật có hoa trong họ Cải. Loài này được Quézel mô tả khoa học đầu tiên năm 1953.